# Cratere Nisus
Nisus è un cratere sulla superficie di Dione. Trae nome dal mitologico Niso, noto per la sua grande amicizia col giovane Eurialo.